# Persona non grata (film, 2003)
Pour les articles homonymes, voir Persona non grata (homonymie).
Pour plus de détails, voir Fiche technique et Distribution.
Persona non grata est un documentaire réalisé par Oliver Stone, diffusé en 2003 dans le cadre de la série America Undercover de HBO.

## Synopsis
Oliver Stone part pour Israël et l'Autorité palestinienne pour rencontrer différents hommes politiques importants des deux côtés.

## Fiche technique
- Titre : Persona non grata
- Réalisation : Oliver Stone
- Production : Fernando Sulichin
- Photographie : Rodrigo Prieto
- Format : couleur et noir et blanc - 1,85:1 - Dolby SRD - 35 mm
- Genre : documentaire
- Durée : 67 minutes

## Personnalités

### Côté israélien
- Ehud Barak
- Gideon Ezra
- Benyamin Netanyahou
- Meir Pa'il (en)
- Shimon Peres

### Côté palestinien
- Yasser Abd Rabbo
- Yasser Arafat
- Hassan Youssef

### Autre
- Miguel Angel Moratinos